# Municipio de Hogan (Indiana)
El municipio de Hogan (en inglés: Hogan Township) es un municipio ubicado en el condado de Dearborn en el estado estadounidense de Indiana. En el año 2010 tenía una población de 1178 habitantes y una densidad poblacional de 29,45 personas por km².

## Geografía
El municipio de Hogan se encuentra ubicado en las coordenadas 39°4′22″N 84°57′56″O / 39.07278, -84.96556. Según la Oficina del Censo de los Estados Unidos, el municipio tiene una superficie total de 39.99 km², de la cual 39,83 km² corresponden a tierra firme y (0,42 %) 0,17 km² es agua.

## Demografía
Según el censo de 2010, había 1178 personas residiendo en el municipio de Hogan. La densidad de población era de 29,45 hab./km². De los 1178 habitantes, el municipio de Hogan estaba compuesto por el 98,47 % blancos, el 0,08 % eran afroamericanos, el 0,17 % eran amerindios, el 0,25 % eran isleños del Pacífico, el 0,17 % eran de otras razas y el 0,85 % eran de una mezcla de razas. Del total de la población el 0,34 % eran hispanos o latinos de cualquier raza.